# Aloe riccobonii
Aloe riccobonii é uma espécie de liliopsida do gênero Aloe, pertencente à família Asphodelaceae.